# Gradac (Pljevlja)
Pour les articles homonymes, voir Gradac.
Gradac (en serbe cyrillique : Градац) est un village du nord du Monténégro, dans la municipalité de Pljevlja.

## Démographie

### Évolution historique de la population
| 1948 | 1953 | 1961 | 1971 | 1981 | 1991 | 2003 |
| ---- | ---- | ---- | ---- | ---- | ---- | ---- |
| 130  | 291  | 925  | 810  | 637  | 462  | 364  |